# Piña Española Roja
La piña Española Roja es una conocida variedad de piña, producida en Filipinas, la región del Caribe (Cuba, Puerto Rico, Venezuela, Centroamérica) y México.
Su nombre proviene del nombre inglés 'Red Spanish', que hace referencia a su llamativo color y a su procedencia hispana. Este cultivar también recibe los nombres de 'Black Spanish', 'Key Largo', 'Cubana' y 'Cumanesa'.
El jugo de piña en esta variedad es de sabor dulce y agradable.

## Origen
La piña es una fruta tropical originaria de Sudamérica, posiblemente del área de los actuales Paraguay, norte de Argentina y sur de Brasil. La piña Red Spanish fue llevada por los españoles a las Filipinas durante el periodo colonial (siglo XVII), y allí se usaron las hojas para elaborar telas de fibra de piña y hacer prendas tradicionales como el barong tagalog.

## Características
La Española Roja es de tamaño mediano y sus hojas son pequeñas y cortos. Los frutos pesan entre 1,2–2 kg y tienen un característico color externo amarillo-anaranjado, así como forma de barril con unos «ojos» rectangulares, planos y muy definidos.
Las piñas son una infrutescencia, es decir, un conjunto de frutos individuales que dan lugar al fruto compuesto, la piña. Lo que queda de cada fruto individual es su envoltura exterior («ojo») en forma de escama y provisto de una hoja diminuta.

### Nutrición
Contiene una cantidad moderada de azúcares (±12° Brix) y baja acidez.

### Gestión de plagas
La Española Roja es resistente a Phytophthora pero no frente a los nemátodos. En Cuba la principal amenaza es la marchitez de la piña, provocada por Closteroviridae y Ampelovirus. Es responsable de un 40% de las pérdidas en la cosecha.